# Anacleto de Medeiros
Anacleto Augusto de Medeiros ou Anacleto de Medeiros (Rio de Janeiro, 13 de julho de 1866 — Rio de Janeiro, 14 de agosto de 1907), foi um músico, maestro e compositor brasileiro, nascido e falecido na Ilha de Paquetá, na capital fluminense.

## Biografia
Filho de uma escrava liberta, Anacleto de Medeiros começou na música tocando flautim da Banda do Arsenal de Guerra do Rio de Janeiro. Aos 18 anos foi trabalhar como aprendiz de tipógrafo na Imprensa Nacional, e ao mesmo tempo matriculou-se no Imperial Conservatório de Música.
Nessa época já dominava quase todos os instrumentos de sopro, e tinha especial preferência pelo saxofone. Fundou, entre os operários da tipografia, o Clube Musical Gutemberg, iniciando aí sua função de organizador de conjuntos musicais.
Formou-se no Conservatório em 1886, época em que organizou a Sociedade Recreio Musical Paquetaense, em Paquetá, seu bairro natal, e começou a compor algumas peças sacras. Em seguida suas composições passaram a ser mais populares, principalmente polcas, schotisch, dobrados, marchas e valsas. Aos poucos foi criando fama como compositor, e suas peças passaram a ser executadas em bandas de todo o país. Catulo da Paixão Cearense letrou algumas de suas músicas, como o famoso schotisch "Iara", editado em 1912 com o nome "Rasga Coração".

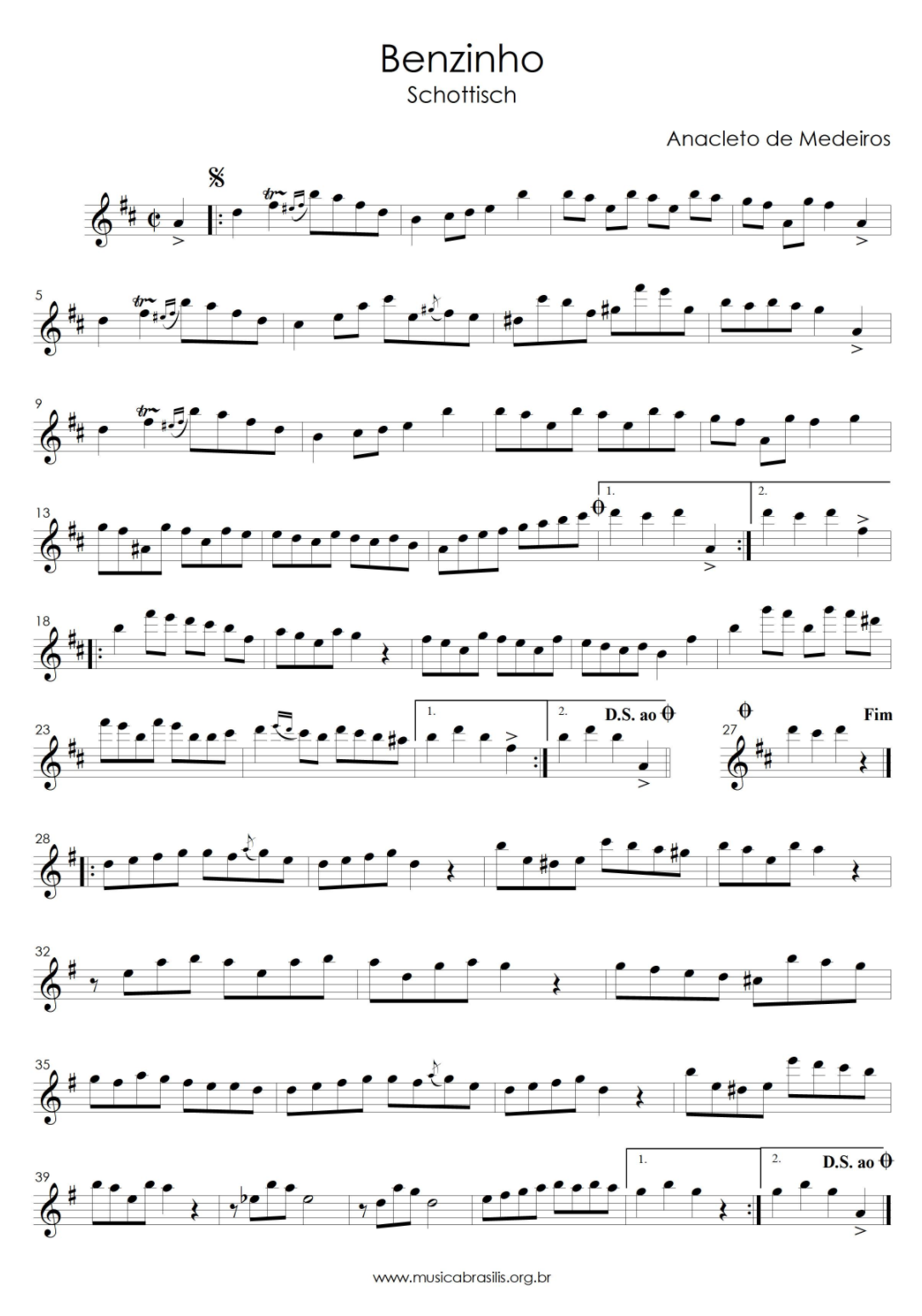
Benzinho (Anacleto de Medeiros) - 1a página. Partitura completa disponível no Portal Musica Brasilis.

Como compositor, foi um dos mais expressivos da música brasileira, não propriamente pela quantidade, que chega a um total aproximado de cem títulos, mas principalmente pela beleza e simplicidade que suas composições transmitem, demonstrando criatividade e domínio quanto ao manuseio dos diversos elementos da linguagem musical, tanto “popular” (fluindo os requebros rítmicos, o plano modulatório característico da música urbana, a estrutura típica de cada gênero instrumental cultivado em sua época), quanto “erudita”(fazendo sobressair, com seu talento e sensibilidade de exímio orquestrador, um equilíbrio sonoro muito particular em suas peças), a ponto de afirmar seu talento no quadro musical do Rio de Janeiro. 
Outras composições que ficaram conhecidas foram "Santinha", "Três Estrelinhas" e "Não Me Olhes Assim".

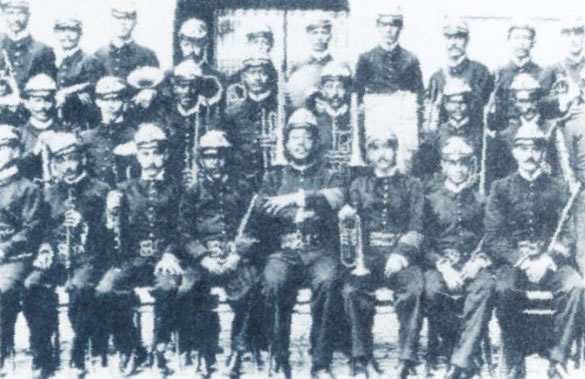
Banda do Corpo de Bombeiros, com Anacleto de Medeiros, circa 1896

Anacleto foi fundador, diretor e maestro de muitas bandas, tendo contribuído de maneira fundamental para a fixação dessa formação no Brasil. A tradição de bandas se reflete até hoje, por exemplo no desenvolvimento de uma sólida escola de sopros. A banda que se tornou mais famosa sob regência de Anacleto foi a do Corpo de Bombeiros, que chegou a gravar alguns dos discos pioneiros produzidos no Brasil, nos primeiros anos do século XX.

## Obra
- Açucena
- Arariboia
- As Andorinhas
- Avenida
- Benzinho (recebeu versos de Catulo da Paixão Cearense, sob o título Sentimento Oculto)
- Boêmio (recebeu versos de Catulo da Paixão Cearense, sob o título Os Boêmios)
- Bouquet
- Cabeça-de-porco
- Café Avenida
- Conde de Santo Agostinho
- Carolina
- Deliciosa (recebeu versos de Catulo da Paixão Cearense, sob o título Tu és uma flor)
- Despedida (recebeu versos de Catulo da Paixão Cearense, sob o título Serenata)
- Em ti pensando
- Enigmática
- Esperança
- Eulália
- Farrula
- Fluminense
- Iara (recebeu versos de Catulo da Paixão Cearense, sob o título Rasga o coração)
- Implorando
- Ismênia
- Jubileu
- Lídia
- Louco de amor
- Marcha fúnebre nº 1
- Marcha fúnebre nº 2
- Medrosa (recebeu versos de Catulo da Paixão Cearense, sob o título Fadário)
- Morrer sonhando
- Na volta do correio
- Não me olhes assim
- Nasci para te amar (recebeu versos de Catulo da Paixão Cearense)
- Nenezinho e Catitinha
- No baile
- O fadário (recebeu versos de Catulo da Paixão Cearense, chamando-se Sentimento Oculto)(c/ versos de Catulo da Paixão Cearense)
- O teu olhar (recebeu versos de Catulo da Paixão Cearense, chamando-se Sentimento Oculto)(c/ versos de Catulo da Paixão Cearense)
- Olhos matadores
- Palma de martírio (recebeu versos de Catulo da Paixão Cearense)
- Pavilhão brasileiro
- Pinheiro Freire
- Predileta (recebeu versos de Catulo da Paixão Cearense, sob o título Perdoa)
- Quiproquó
- Recordações de Lili
- Romance
- Santinha
- Segredos do coração
- Terna saudade (recebeu versos de Catulo da Paixão Cearensesob o título Por um beijo)
- Três estrelas(recebeu versos de Catulo da Paixão Cearense, sob o título O que tu és)[1]